# 蓋瑞·亨特
蓋瑞·亨特（英語：Gary Hunt；1984年6月11日—）是一位英國跳水運動員。他曾經代表英格蘭參加英聯邦運動會的比賽。他也曾在2015年和2019年獲得世界游泳錦標賽男子高台跳水項目的冠軍。